# Гваданьини, Джованни Баттиста
Джованни Баттиста Гваданьини (итал. Giovanni Battista Guadagnini; 23 июня 1711, Боргоново-Валь-Тидоне, Пьяченца — 18 сентября 1786, Турин, Сардинское королевство) — итальянский лютьер. Известен как один из лучших мастеров струнных инструментов.

## Биография
Родился в городке Биленьо (ныне часть коммуны Боргоново-Валь-Тидоне). Его отец Лоренцо был содержателем таверны, мясником и булочником. В 1738 году Джованни Баттиста переехал в Пьяченцу, где женился. Около 1740 года он стал изготавливать скрипки.
В 1749 году Гваданьини с семьёй переехал в Милан, затем в 1758 году переселился в Парму, где стал придворным мастером. В 1771 году он переехал в Турин, где его покровителем стал граф Иньяцио Коцио ди Салабуэ. С 1773 по 1776 год Гваданьини изготовил для Коцио около 50 музыкальных инструментов.
Гваданьини изготавливал скрипки в Турине вплоть до смерти в 1786 году. Инструменты, сделанные в последний период его жизни, считаются лучшими его работами. Он основал династию лютьеров, включившую двух сыновей, Джузеппе и Гаэтано, и их несколько поколений мастеров. Потомки Гваданьини изготавливали музыкальные инструменты вплоть до начала XX века.

## Кражи инструментов
В январе 1995 года у Ванессы Мэй была украдена скрипка работы Гваданьини, но в марте того же года полиция вернула её хозяйке.
12 декабря 2016 года у художественного руководителя Международного музыкального фестиваля в Сьоне, музыканта Павла Верникова в Швейцарии украли скрипку изготовленную в 1747 году итальянским скрипичным мастером Джованни Батистой Гваданьини, страховая стоимость скрипки 1,5 млн.$.